# Keep It Dark
Keep It Dark (en castellano "Déjalo Oscuro" o también "Mantenerlo Oculto") es una canción del grupo británico Genesis, lanzado en su álbum Abacab en 1981. Es una canción Pop suave, describiendo a un hombre que es abducido (supuestamente por alienígenas) y es llevado a un mundo mucho más brillante y feliz que en el mundo donde el vive.
Una vez que regresa a su casa, sin embargo, es obligado a mentir acerca del incidente (a "Manternerlo Oculto") y en su lugar afirmar que fue secuestrado por ladrones que querían llevarse su dinero. La estructura de la canción es inusual para una canción de Genesis en los comienzos de los 80 (los ritmos distintos al 4/4 eran usuales para el Genesis de los 70), Keep It Dark posee un ritmo en 6/4.
Un video promocional acompañó al lanzamiento del sencillo de la canción, este sencillo venía acompañado de la canción Abacab. En el video aparecen Phil Collins, Tony Banks, y Mike Rutherford en dos escenarios diferentes. En el primer y segundo verso y en el final, la banda camina por una sombrías calles de una ciudad utilizando abrigos de cuello alto.
Cuando aparece el coro de la canción, se muestra al grupo vistiendo trajes blancos y anteojos de sol, caminando por un campo, con el sol brillando. En los dos escenarios, Banks toca un mini teclado Casio y Rutherford con una pequeña guitarra, mientras que Collins lleva el ritmo de la canción con sus baquetas, golpeando en el aire la mayor parte del tiempo.